# Cmentarz św. Ignacego w Gdańsku
Cmentarz św. Ignacego – cmentarz komunalny w Gdańsku o powierzchni 2,70 ha, położony przy ulicy Brzegi 48.

## Położenie

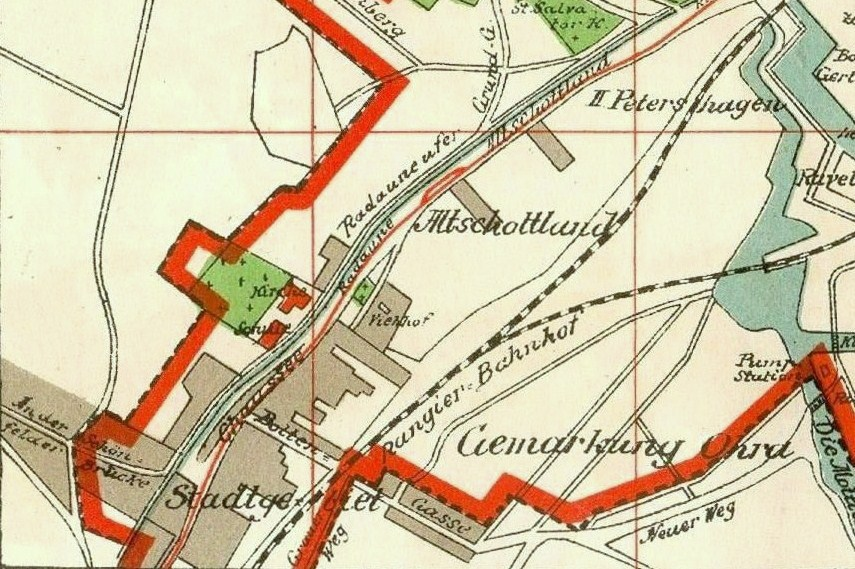
Cmentarz na planie z 1912

Nekropolia jest umiejscowiona na osiedlu administracyjnym Orunia-Św. Wojciech-Lipce a konkretniej na Starych Szkotach, granicząc od zachodu z osiedlem Chełm. Cmentarz położony jest z tyłu zabytkowego zespołu barokowego kościoła św. Ignacego Loyoli, na zboczu wznoszącym się ku zachodowi. Groby są położone na tarasach.

## Historia
Cmentarz powstał w 1866 roku jako cmentarz katolicki, zastępując poprzedni cmentarz z XVII wieku ulokowany naprzeciw kościoła, przy dzisiejszej ulicy Trakt św. Wojciecha. Był powiększany w kierunku południowym i zachodnim w latach 1878, 1894 i 1970. W 1947 stał się cmentarzem komunalnym. Zachowały się nieliczne nagrobki przedwojenne. Wpisany do gminnej ewidencji zabytków.
Miejsce spoczynku ks. Leona Miszewskiego, Jana Jerzego Haffnera, a także pierwszego spoczynku bp. Konstantyna Dominika, na którym znajduje się kamienna płyta z napisem PRIMUM SEPULCRUM SERVI DEI CONSTANTINI DOMINIK EPISCOPI AUXILIARII CULMENSIS OLIM VICARII HUIUS PAROECIAE * 7.XI.1870. + 7.III.1942 EXHUMATUS 4.III.1949. SEPULTUS 7.III.1949 PELPLINI.